# بمبديون أجرد
بمبديون أجرد (الاسم العلمي:Bembidion glabrum) هو نوع من الحشرات يتبع جنس البمبديون من فصيلة الخنافس الأرضية.